# Santa Cecilia, Tochtepec
Santa Cecilia är en ort i Mexiko.   Den ligger i kommunen Tochtepec och delstaten Puebla, i den sydöstra delen av landet, 150 km öster om huvudstaden Mexico City. Santa Cecilia ligger 1 990 meter över havet och antalet invånare är 255.
Terrängen runt Santa Cecilia är huvudsakligen platt, men söderut är den kuperad. Runt Santa Cecilia är det ganska tätbefolkat, med 239 invånare per kvadratkilometer. Närmaste större samhälle är Tecamachalco, 8,5 km öster om Santa Cecilia. Trakten runt Santa Cecilia består till största delen av jordbruksmark.